# Christian Doppler
Christian Andreas Doppler (Salzburgo, 29 de novembro de 1803 – Veneza, 17 de março de 1853) foi um físico austríaco, famoso por descobrir o chamado efeito Doppler.

## Biografia
Filho de Johann e Theresa Doppler, descendente de uma família de pedreiros que tinham um negócio bem-sucedido desde 1674. Porém, não pode trabalhar na empresa de seu pai por ter uma condição física frágil.
Fez o curso primário em Salzburgo, e o secundário em Linz, onde ficou evidente o talento de Doppler para a Matemática.
Aos 19 anos, por recomendação de Simon Stampfer, professor do Liceu de Salzburgo, Christian estudou física e matemática no Instituto Politécnico de Viena (hoje Universidade Técnica de Viena).
Graduou-se em 1825, aos 21 anos, e voltou a Salzburgo, onde ensinara física e matemática. Voltou a Viena para estudar matemática avançada e mecânica, e em 1829, após completar seus estudos, tornou-se assistente de Adam vom Burg, professor de matemática avançada e mecânica da Universidade. Em 1831 publicou o primeiro de 51 artigos científicos.
Porém, 1833 a 1835 foram anos decadentes para Doppler. Ele falhou em conseguir uma posição acadêmica e teve que sustentar como contador numa fábrica de algodão em Brück, perto de Brandeburgo. Nesse período, ele estava a ponto de desistir de tudo e emigrar para os Estados Unidos, tamanha a sua decepção com a carreira. Em 1835, ele vendeu seus bens e foi para Munique, quando lhe foi oferecida uma vaga de professor de matemática básica e geometria prática na Escola Secundária de Praga.
Os anos seguintes foram muito cansativos. Além da pesquisa, sua posição incluía um pesado fardo de ensino, e Doppler teve que passar muitas horas em locais apertados, insalubres e salas de palestra lotadas. Comenta-se que foi durante esse período que ele contraiu a tuberculose que iria matá-lo.
Com um posto permanente e um salário melhor, Doppler se instalou em Praga e começou a constituir família. Em 1836, ele se casou com Mathilda Sturmand, e eles tiveram cinco filhos; três meninos e duas meninas.
Um ano depois, Christian tornou-se professor assistente de matemática avançada no Instituto Técnico de Praga.
Em março de 1841, foi nomeado professor de geometria prática e matemática elementar na Academia Técnica Estadual de Praga. 
Na reunião da Sociedade Acadêmica da Boêmia realizada em Praga em 25 de março de 1842, ele apresentou o trabalho Über das farbige Licht der Doppelsterne (Sobre a cor da luz das estrelas duplas), no qual anunciava a descoberta do efeito que leva o seu nome.
Em 1844, a saúde de Doppler se deteriorou e ele teve que tirar uma licença. Ele não voltou até 1846, quando se recuperou plenamente. Em 1847, saiu de Praga para ensinar matemática, física e mecânica na Academia de Minas e Florestas de Schemnitz, na Eslováquia.
Quando estouraram as Revoluções de 1848, Doppler se mudou para Viena, onde foi apontado para o Instituto Politécnico, sucedendo seu professor Simon Stampfer.
Em 1850, Doppler tornou-se diretor do Instituto de Física na Imperial Universidade de Viena.
Em 1851, foi eleito para a Academia Austríaca de Ciências, e dois anos depois, foi nomeado professor de física experimental na Real Imperial Universidade de Viena. Um dos estudantes que ele entrevistou foi o monge augustiniano Gregor Mendel, pai da genética moderna.
Acometido por tuberculose, em novembro de 1852 tirou uma licença e viajou para Veneza, na esperança de recuperar a saúde. Quando se tornou claro que sua saúde estava deteriorada, sua mulher, Mathilda, viajou para Veneza para acompanhá-lo. Morreu na manhã de 17 de março de 1853, na companhia de sua mulher.
Foi enterrado em Veneza, na ilha de São Miguel. Sua sepultura, encontrada por Peter M. Schuster, está logo após a entrada do cemitério.